# Белебенешть (Молдова)
Белебенешть (рум. Bălăbănești) — село у Кріуленському районі Молдови. Адміністративний центр однойменної комуни, до складу якої також входять села Мелеєшть та Мелеєштій-Ной.

## Населення
За даними перепису населення 2004 року у селі проживала 2081 особа.
Національний склад населення села:
| Національність       | Кількість осіб | Відсоток   |
| -------------------- | -------------- | ---------- |
| молдавани румуни     | 1978 70        | 95,1% 3,4% |
| росіяни              | 19             | 0,9%       |
| українці             | 9              | 0,4%       |
| болгари              | 2              | 0,1%       |
| поляки               | 1              | < 0,1%     |
| інша / без відповіді | 2              | 0,1%       |
| Всього               | 2081           | 100%       |